# Die Überlebenskünstler
Die Überlebenskünstler ist eine US-amerikanische Filmkomödie von Michael Ritchie aus dem Jahr 1983.

## Handlung
Donald Quinelle wird entlassen. Er lernt in einem Laden den ebenfalls arbeitslosen Sonny Paluso kennen. Beide Männer verhindern den Raubüberfall von Jack Locke auf das Geschäft.
Quinelle, Paluso und Locke verbünden sich, um den Unternehmer Wes Huntley zu bestehlen.

## Kritiken
Roger Ebert schrieb in der Chicago Sun-Times vom 22. Juni 1983, dass die Komödie „ziellos“ und „peinlich“ sei. Robin Williams zerstöre endgültig die geringfügige Glaubwürdigkeit, die die Geschichte haben könne.
Das Lexikon des internationalen Films urteilte, es handele sich um eine „treffsichere Komödie um das Scheitern des amerikanischen Traums und die Verführbarkeit des Menschen angesichts existenzieller Krisensituationen.“

## Trivia
Der Film wurde in Vermont gedreht. Er brachte an den US-Kinokassen 14 Millionen Dollar ein.